# Matías Alonso Ruiz
Matías Alonso Ruiz (ur. 8 kwietnia 1952 w La Línea de la Concepción) – hiszpański i kataloński polityk, menedżer oraz wojskowy, poseł do katalońskiego parlamentu.

## Życiorys
Zawodowy wojskowy, przez ponad dwadzieścia lat służył w wojskach lądowych hiszpańskich sił zbrojnych. Był oficerem w jednostkach artylerii. Od 1994 pracował w prywatnych przedsiębiorstwach w sektorze usług, był m.in. menedżerem i konsultantem. Jako publicysta pisał m.in. w „El Mundo” i „ABC”.
Od 2005 związany z katalońskim ruchem politycznym Ciutadans de Catalunya, na bazie którego w 2006 powstało ugrupowanie Obywatele – Partia Obywatelska. W 2008 został członkiem krajowego komitetu wykonawczego, odpowiadając za komunikację. W latach 2009–2017 zajmował stanowisko sekretarza generalnego partii.
W 2012, 2015, 2017 i 2021 wybierany na posła do katalońskiego parlamentu.